# Oříkovec
Oříkovec (německy Woržikowetz) je osada v katastrálním území Oříkov města Sedlčany v okrese Příbram. Nachází se asi 6 km jihozápadně od Sedlčan a asi 33 km jihovýchodně od Příbrami.
V Oříkovci jsou registrována čtyři čísla popisná: 21, 22, 23 a 30, a jedno číslo evidenční. Nacházejí se zde dva malé rybníky, z nichž vytéká bezejmenný potok, levostranný přítok Musíku, který se vlévá do Vltavy jako pravostranný přítok v místě vodní nádrže Slapy.